# Jonathan Prince
Jonathan Prince (né le 16 août 1958 à Beverly Hills) est un acteur et réalisateur américain. Il est doublé en français par Gilles Tamiz.

## Filmographie
Acteur
- 1994 : Camp Nowhere : Michael Burkey
- 1990 : Visions en direct (Fear) de Rockne S. O'Bannon : Colin Hart
- 1986 : Throb (série télévisée) : Zachary Armstrong
- 1986 : Private School : Roy
- 1985 : Private Resort : Fred
- 1985 : Waiting to Act : Dorcy
- 1984-1985 : Alice (série télévisée) : Danny
- 1982 : Pray TV (TV) : Bill Oakes
- 1981 : Halloween 2 : Randy
- 1981 : Monsieur Merlin (série télévisée) : Leo

Réalisateur
- 2002-2005 : Mes plus belles années
- 2008-2009 : The Cleaner

## Anecdotes
- Il fréquenta le même lycée qu'Angelina Jolie, Michael Klesic, Nicolas Cage, Corbin Bernsen, Lenny Kravitz, David Schwimmer, Breckin Meyer, Jonathan Silverman et Richard Dreyfuss.
- Il est marié avec Julie Warner depuis le 17 juin 1995, ils ont eu un enfant.